# Gerponville
Gerponville település Franciaországban, Seine-Maritime megyében. Lakosainak száma 381 fő (2022. január 1.). Gerponville Bertheauville, Bertreville, Ourville-en-Caux, Riville, Theuville-aux-Maillots és Valmont községekkel határos.

## Népesség
A település népességének változása:
| Lakosok száma | 391  | 397  | 405  | 398  | 395  | 391  | 388  | 383  | 381  |
|               | 2013 | 2015 | 2016 | 2017 | 2018 | 2019 | 2020 | 2021 | 2022 |